# Collodictyon
Collodictyon ist eine Gattung einzelliger, allesfressender, quadriflagellater (mit vier Geißeln ausgestatteter)  Eukaryonten aus der Familie der Collodictyoniden (Collodictyonidae) – auch Diphylleiden (Diphylleidae) genannt.
Aufgrund ihrer Vielzahl verschiedener zellulärer Komponenten sind die Collodictyoniden von den meisten anderen Eukaryonten-Familien verschieden und gehören zu keinem bekannten Phylum oder Reich derselben.
Neuere Forschungen stellen sie zusammen mit der Ordnung der Rigifiliden (Rigifilida) und den monotypischen Mantamonadidae (Gattung Mantamonas) in eine neue „Supergruppe“ mit dem (bislang informellen) Namen „CRuMs“.
Xavier Grau-Bové et al. (2022) sehen diese Supergruppe basal im Stammbaum der Amoebozoa.

## Beschreibung
Die Zellen der Gattung Collodictyon sind zwischen 30 und 50 µm lang, können breite Pseudopodien ausbilden, sind quadriflagellat (d. h. haben vier Geißeln) und eine ventrale Fressrinne, die den Organismus in Längsrichtung teilt, den sogenannten Sulcus (vgl. Dinoflagellaten-Sulcus).
Sie haben keine Zellwand, keine Chloroplasten oder Stigmata (Augenflecken).
Es gibt zwei oder mehr kontraktile Vakuolen.

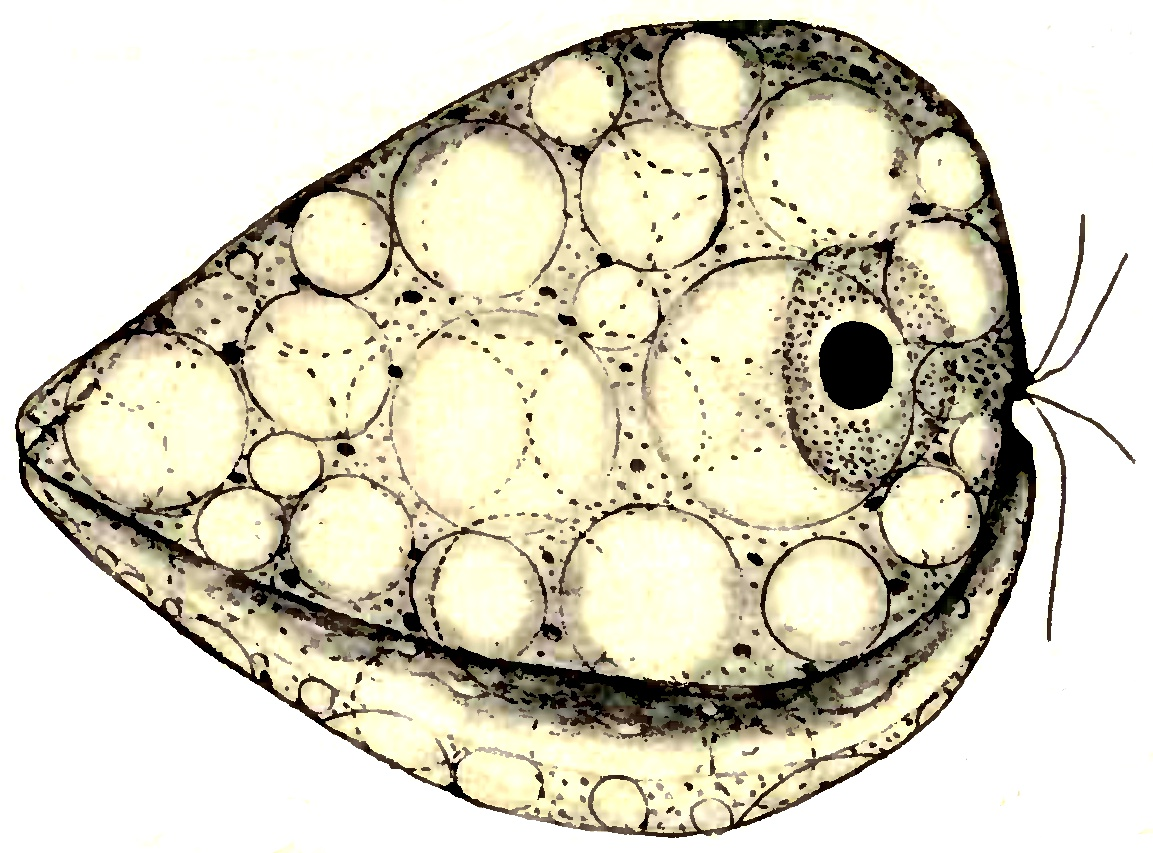
Seitliche Ansicht auf den Sulcus (Fressrinne) von Collodictyon.
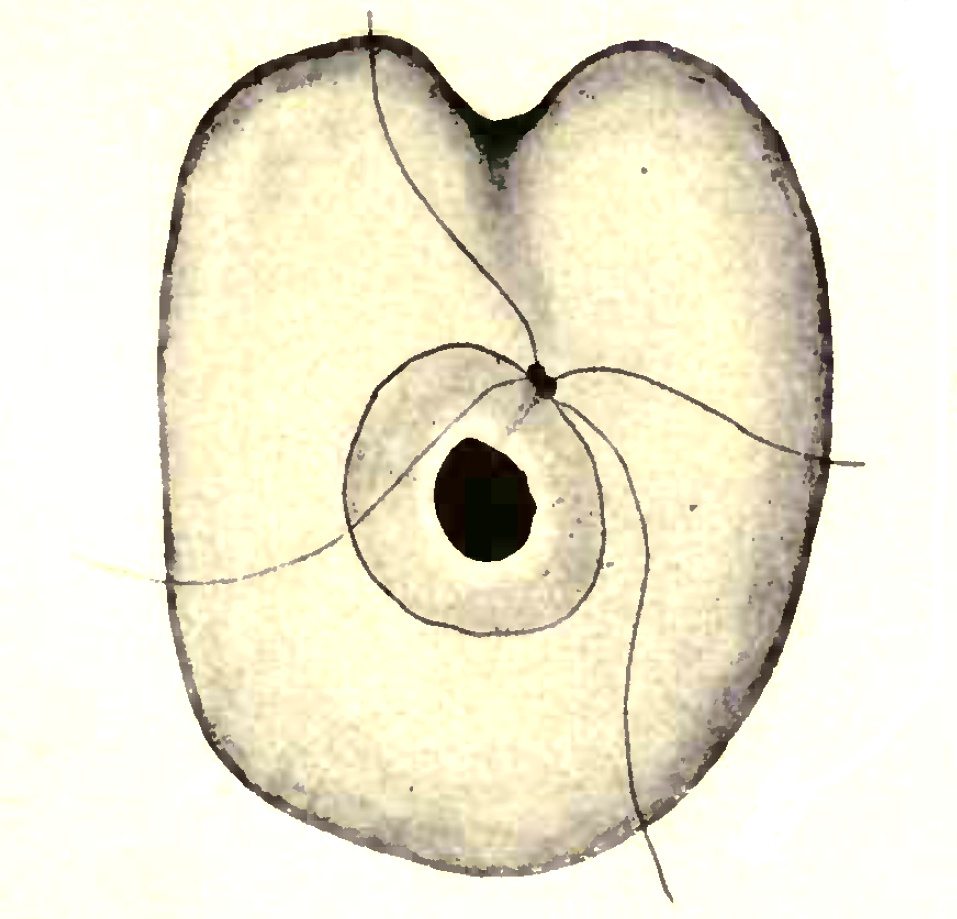
Collodictyon, mit Zellkern und vier Geißeln (rückseitige Ansicht)
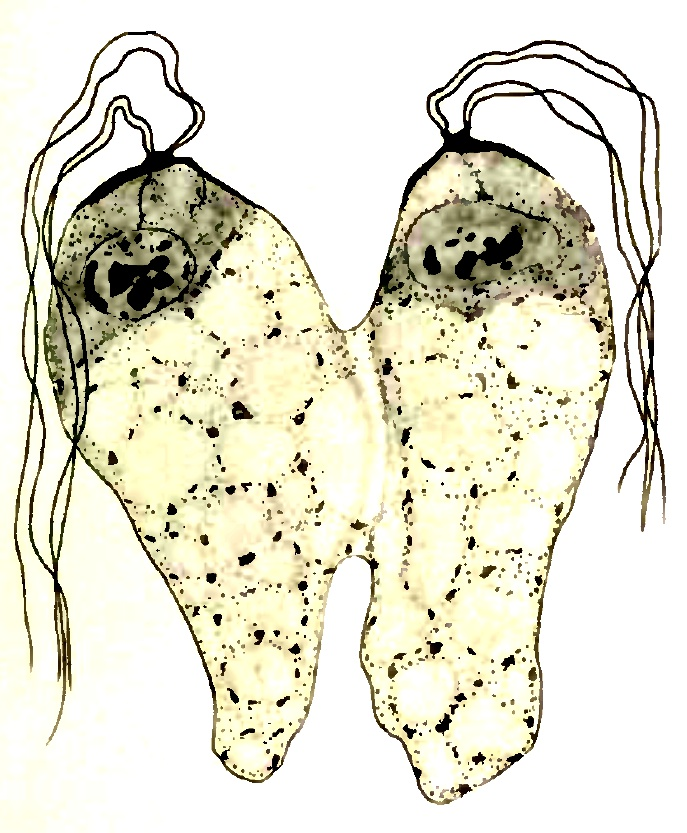
Prophase, miteinander verbundene Fressrinnen

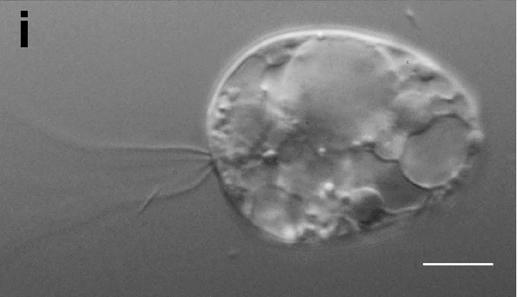
C. triciliatum Å85. Balken 10 µm. Schwimmende (motile) Zelle.
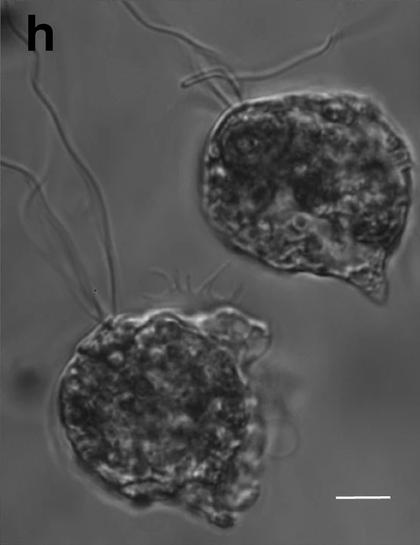
Wie zuvor, mit Pseudopodien (als Amoeboflagellat)
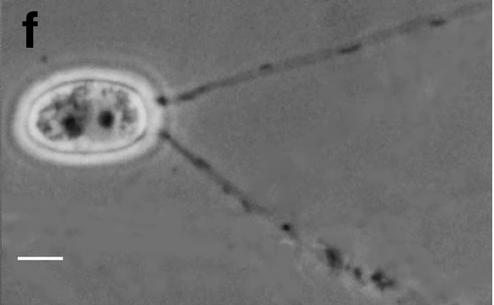
Wie zuvor, aber Ruhestadium (Zyste)
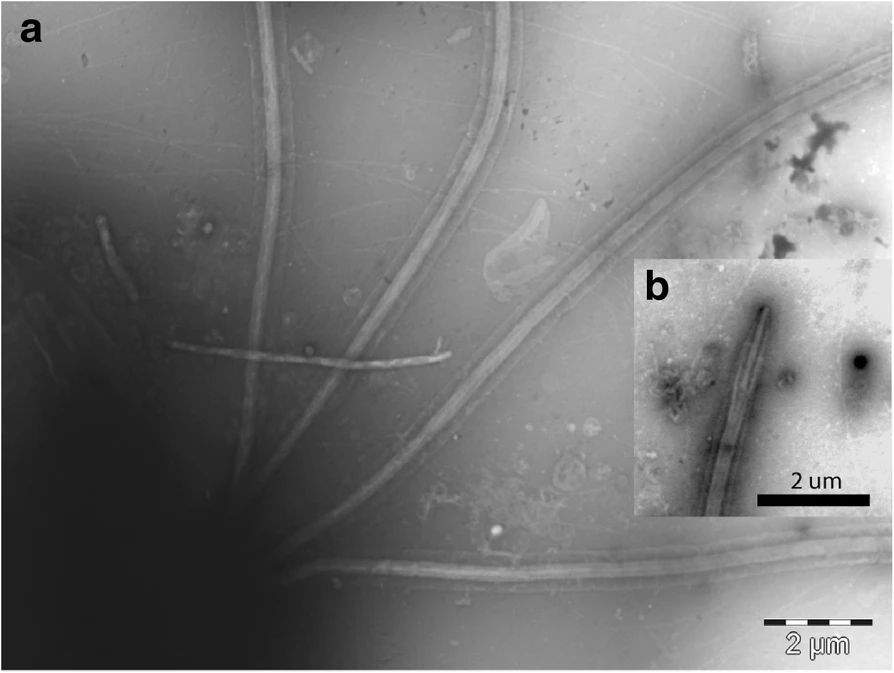
C. triciliatum Å85 (Detail). a: Die vier Geißeln, b: Spitze einer Geißel.

Die Zellform ist variabel, aber meist eiförmig (obovoid) bis ellipsoid.
Die seitlichen Zellränder können etwas abgewinkelt sein und führen zu einem breiten, abgestumpften, abgerundeten Apex (Vorderende, Spitze, vgl. apikal). Dieser hintere Rand verjüngt sich zum Ende hin und trägt entweder 1–3 Lappen (en. lobes) oder ist nur breit abgerundet. Dieser Rand trägt oft Pseudopodien.
Der Zellkern liegt typischerweise in der hinteren Hälfte der Zelle.
Die Anzahl der Chromosomen ist 7 oder 8.
Die Mitochondrien haben röhrenförmige Cristae (en. tubular cristae).
Weitere Organellen sind die hufeisenförmig angeordneten  Dictyosomen.
Wie schon lange bekannt vermehren sich die Mitglieder dieser Gattung ungeschlechtlich durch Zellteilung (Schizotomie) vermehren. Ob auch eine sexuelle Vermehrung stattfindet, ist dagegen bislang nicht bekannt (Stand ca. 2012).
Die Typusart Collodictyon triciliatum hat (wie die anderen Arten der Gattung) vier Geißeln. Diese sind mit Basalkörpern verbunden und allgemein gleich lang oder auch etwas länger als der Collodictyon-Körper von Collodictyon sind.
Die Geißeln werden nach Lage ihres Ursprungs nummeriert: Geißel Nummer eins ist mit einer dorsalen (rückseitigen) Wurzel verbunden, während Geißel Nummer zwei mit einer ventralen (vorder- oder bauchseitigen) Wurzel verbunden ist.
Die Geißeln Nummer drei und vier befinden sich auf beiden Seiten dieser beiden ersten und haben dorsale Wurzeln.

## Verbreitung
Ursprünglich wurde die Typusart Collodictyon triciliatum von der Insel Salsette von Bombay (Mumbai) in Indien, sowie aus Mitteleuropa beschrieben. In Europa ist diese Art von Spanien bis Norwegen verbreitet.
Collodictyon-Arten wurden auch in Nordamerika beschrieben, und in japanischen Proben gefunden.

## Ernährung

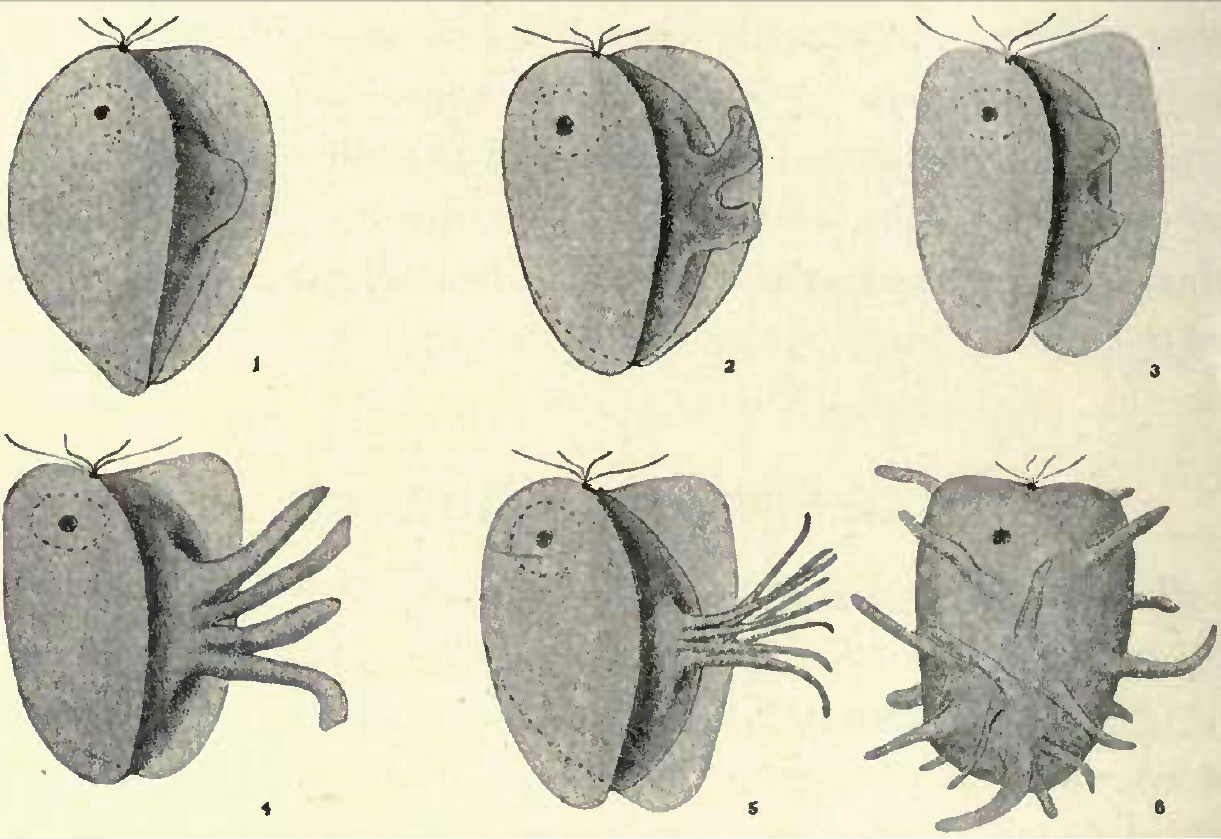
Collodictyon-Zellen können ihre Pseudopodien auf verschiedene Weise zur Nahrungsaufnahme benutzen.

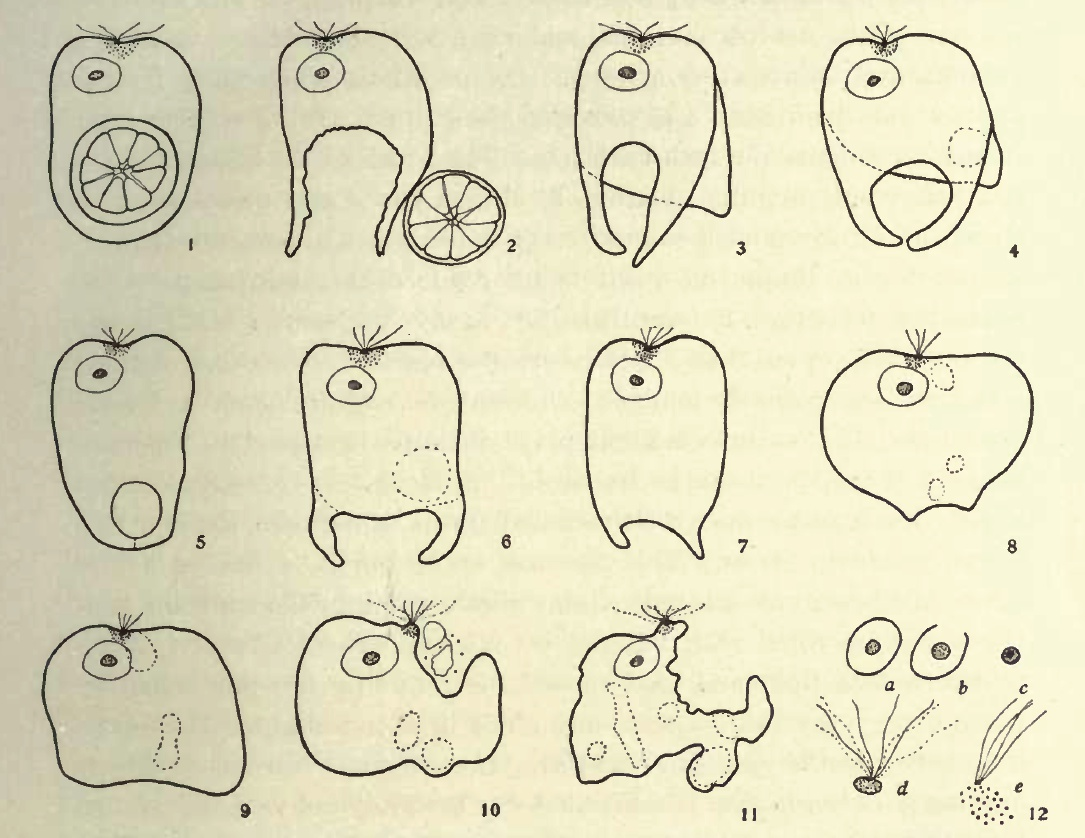
Zeichnung einer Collodictyon-Zelle, der es nicht gelungen ist, sich eine Pandorina-Mikroalge zu einzuverleiben. Die Pandorina entweicht und das Collodictyon stirbt durch Flüssigkeitsverlust. Robert Clinton Rhodes (1917).

Die Ernährungsgewohnheiten von Collodictyon sind sehr interessant.
Collodictyon nimmt Mikroalgen auf und scheint nicht in der Lage zu sein, allein von Bakterien zu überleben.
Wenn der Organismus mit Protozoen oder Algen in Berührung kommt, die er als Nahrung nutzen kann, werden diese entweder von den Geißeln in die Sulkalregion geschleudert. Andrerseits arbeiten die Pseudopodien aktiv, wenn der Organismus auf Nahrungssuche ist. Collodictyon richtet sich mit den Pseudopodien dann neben seiner Beute aus. Sowohl die Geißeln als auch die Pseudopodien scheinen also auf Nahrungsreize zu reagieren.

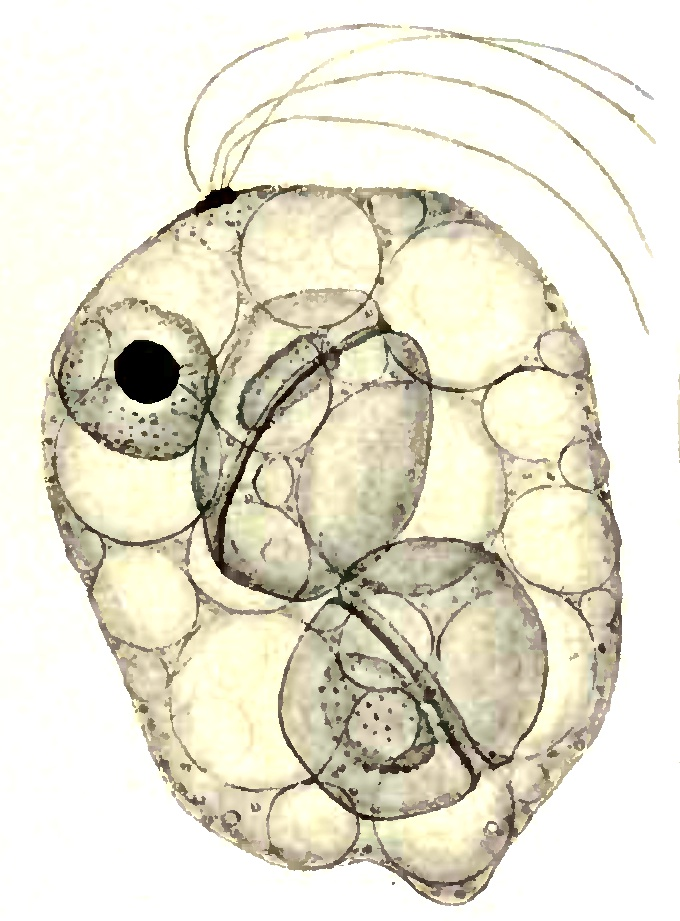
Collodictyon, das sich zwei Peridinium-Einzeller einverleibt hat
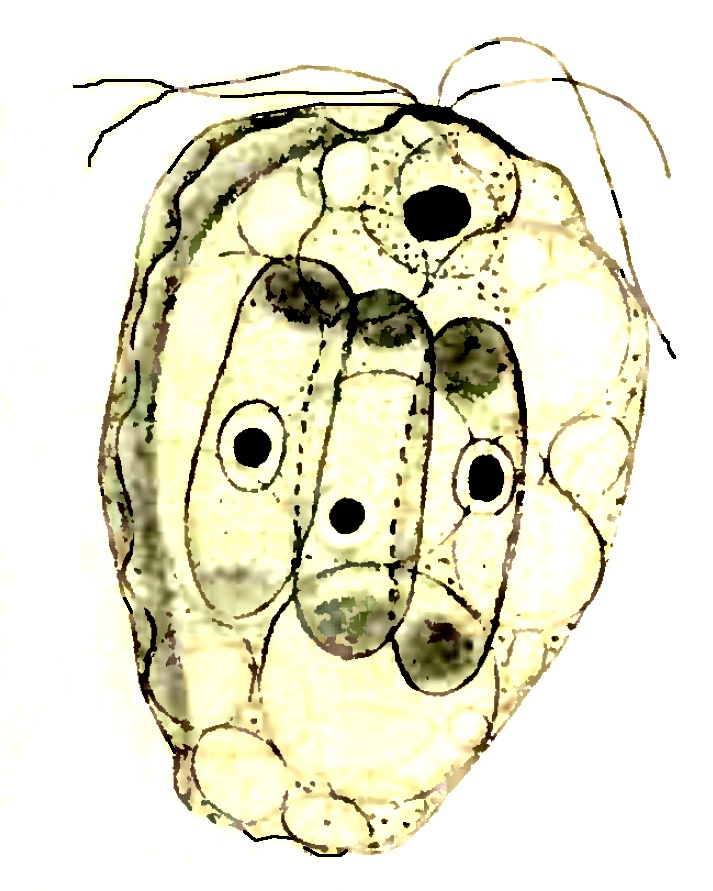
Collodictyon, das sich drei Scenedesmus-Zellen einverleibt hat
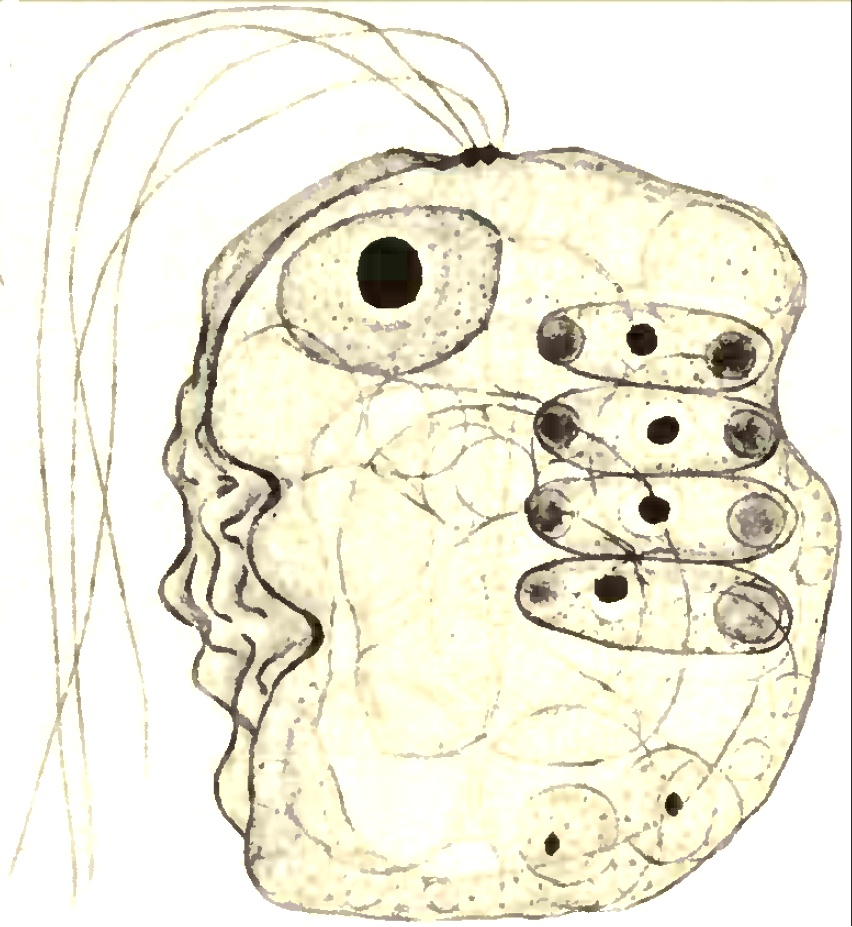
Collodictyon, das sich u. a. vier Scenedesmus einverleibt hat
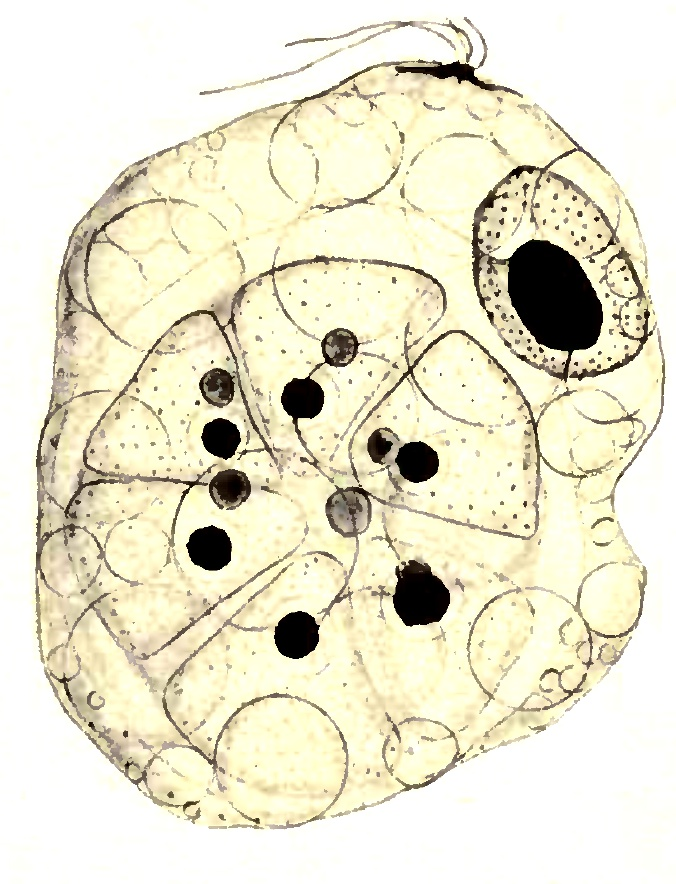
Collodictyon, das eine noch lebende kleine Pandorina-Kolonie verschluckt hat

Wie Dag Klaveness feststellte, sind die Collodictyon „nicht gesellig“ (en. not sociable) und können sich bei Nahrungsknappheit gegenseitig kannibalisieren.
Bemerkenswert ist, dass die Algen nach dem Verschlucken zumindest eine Zeit lang lebensfähig bleiben.
Es ist möglich, dass die Algen als Endocytobionten (intrazelluläre Symbionten) „versklavt“ werden.

## Entdeckung
Collodictyon triciliatum wurde 1865 erstbeschrieben und benannt von Henry John Carter. Seine ursprüngliche Artbeschreibung lautet wie folgt:
„Birnenförmig, gerade oder leicht in sich gebogen, am kleinen Ende gegabelt (zweilappig), am größeren eine Einbuchtung aufweisend, aus der drei Wimpern entspringen. Struktur durchsichtig, durchbrochen, aus Globulen (en. globular cells) zusammengesetzt, mit einem stark ausgeprägten, grünlichen Körnchen hier und da in den dreieckigen Räumen zwischen ihnen. Fortbewegung schwimmend mit Hilfe der Cilien; subpolymorph, biegsam, nachgiebig, fähig, eine kugelförmige Form anzunehmen ... oder eine mehr oder weniger durch den Körper, den es aufnehmen kann, veränderte Form; schließt Rohmaterial zur Ernährung im Bauchraum ein und stößt den Abfall aus, wie die Amöbe. Ausgestattet mit einem Zellkern und kontrahierenden Vesikeln“
Im Jahr 1917 wurde sie von Robert C. Rhodes als eine der „einfachsten und primitivsten“ Arten der Polymastigina (Vielgeißler) eingestuft.

## Systematik und Phylogenie
Neben der Typusart C. triciliatum sind in der Gattung Collodictyon (mit Stand 15. August 2022) laut AlgaeBase noch drei weitere Arten anerkannt.
Darunter ist die von Heinrich Skuja 1965 beschriebene Süßwasserart C. sparsevacuolatum aus Europa und den Vereinigten Staaten, sowie die von Richard E. Norris 1964 beschriebene C. sphaericum.
Weitere manchmal aufgeführte Arten sind unzureichend beschrieben, darunter die von Boris V. Skvortzov 1968 beschrieben Art C. hongkongense.
Die nächsten bekannten Verwandten von Collodictyon finden sich innerhalb der gemeinsamen Familie in der biflagellaten (zweifach begeißelten) Gattung Diphylleia.
Guy Brugerolle hat 2002 den Namen Collodictyonidae (Collodictyoniden) für diese Familie vorgeschlagen, während sie im Integrated Taxonomic Information System (ITIS) als Dunaliellaceae bezeichnet wird.
Eine weitere Gattung, die mit Collodictyon verwandt scheint, ist die 2006 von Brugerolle vorgeschlagene Gattung Sulcomonas.
Diese Gruppe könnte eine Ordnung (Diphylleida alias Collodictyonida) oder Klasse (Diphyllatea) darstellen;
sie bildet mit den Gattungen Mantamonas, Micronuclearia und Rigifila eine als CRuMs bezeichnete Klade (Adl, 2019), die nur entfernt mit den anderen Eukaryoten verwandt zu sein scheint. OneZoom listet Collodictyonidae und Rigifila in einer gemeinsamen unbenannten Klade innerhalb der CRuMs, Mantamonas ist dagegen basal innerhalb der CRuMS.
R. Orr et al. (2018) teilen die Diphyllatea in drei Kladen auf: Diphy I (biflagellat, um Diphylleia), Diphy II (quadriflagellat um Collodictyon), Diphy III (quadriflagellat, neu).
Thomas Cavalier-Smith ordnete die Collodictyoniden (mitsamt der Klasse Diphyllatea) in ein Taxon Varisulca ein, doch scheint diese Gruppierung paraphyletisch zu sein.
Collodictyon teilt einige morphologische Merkmale mit den Arten, die derzeit zu den Excavata gestellt werden:
Der Sulcus (Längsfurche) von Collodictyon ist ähnlich wie bei diesen und es gibt auch eine Stützstruktur aus linken und rechten Mikrotubuli-Wurzeln (en. microtubular roots), die auf der gesamten Länge die „Lippen“ des Sulcus auskleiden. Die Excavata gelten inzwischen aber als polyphyletisch und daher ebenfalls nicht mehr als gültiges Taxon. Es gibt auch einige den Amoebozoa ähnliche Merkmale: Der Sulcus („Fressrille“, en. feeding groove) von Collodictyon bildet an der Basis ebenfalls Pseudopodien, und diese haben auch eine ähnliche Funktion wie bei den Amoebozoa: Sie werden sowohl bei den Amoebozoa als auch bei Collodictyon zum Beutefang eingesetzt.
Wegen dieser Weitläufigkeit der Verwandtschaft mit anderen bekannten eukaryotischen Gruppen könnten weitere Untersuchungen von Collodictyon Einblicke in die prähistorischen Anfänge der komplex-zellulären Organismen vor Hunderten von Millionen Jahren geben.
Im Jahr 2012 berichtete ein Wissenschaftlerteam aus Norwegen (Microbial Evolution Research Group, MERG), von Untersuchungen an C. triciliatum Stamm Å85. Ihnen war es gelungen, diese Organismen aus dem Schlamm des Årungen-Sees bei der Gemeinde Ås in Norwegen zu kultivieren. Kamran Shalchian-Tabrizi, der Leiter des Teams, vermutete, dass diese Organismen den basalen Eukaryoten ähneln.
Der nachfolgenden Artenliste liegen mit Stand 13. August 2022 folgende Quellen zugrunde:
- A – AlgaeBase[14]
     (äußere Systematik mit Ordnung Chlamydomonadales veraltet/hier unbeachtet)
- G – Global Biodiversity Information Facility (GBIF)[26]
- I – Integrated Taxonomic Information System (ITIS)[23]
     (äußere Systematik mit Ordnung Chlamydomonadales veraltet/hier unbeachtet)
- N – National Center for Biotechnology Information (NCBI) Taxonomy Browser[1]
- O – OneZoom[27]
- W – World Register of Marine Species (WoRMS)[25]
- B – Biological Library (BioLib)[31]
- E – Encyclopedia of Life (EoL). Zwei Einträge unter ID 92133 und unter ID 57457978[32]
- R – Interim Register of Marine and Nonmarine Genera (IRMNG)[3]

Familie: Collodictyonidae Brugerolle et al. 2002 (N,O,E:92133) bzw. Brugerolle, Bricheux, Philippe & Coffe, 2002 alias Diphylleidae Cavalier-Smith, 1993 (G,B,E:57457978,R)
- Gattung: Collodictyon H. J. Carter 1865 (A,G,N,O,W,B,E:92133,R) – Protozoen-Räuber (en. protozoa feeder) (E:92133) – Salz- und Süßwasser (W)
  - Spezies: Collodictyon indicum M.O.P.Iyengar 1981 (A,W,B)[33]
  - Spezies: Collodictyon sparsevacuolatum Skuja 1956 (A) – Habitat: Süßwasser[17]
  - Spezies: Collodictyon sphaericum R. E. Norris 1964 (A,O,W,B,E:92133,R)[18] – Habitat: Salzwasser (E:92133)
  - Spezies: Collodictyon triciliatum H. J. Carter 1865 (A,G,I,N,O,W,B,E:92133,E:57457978,R) – Typusart (A), Habitat: i. A. Salzwasser (E:92133)
    - Stamm (en. strain): Bombay – Referenzstamm; Habitat: Insel Salsette/Mumbai, Indien[12][5]
    - Stamm: Å85 – Süßwasser; Årungen-See, Norwegen[10]

  - Spezies: Collodictyon sp. strain Japan (N) – Microbial Evolution Research Group, Universität Oslo, 3. Februar 2013, PRJNA188385[16]
  - Spezies: Collodictyon sp. BOR41 (früher Diphylleia sp. BOR41) – Süßwasser; See am Kinabatangan-Fluss, Borneo, Malaysia[10]
  - Spezies: Collodictyon sp. KIVT03 – Süßwasser; Hồ Dầu Tiếng (en. Dau Tieng Lake), Vietnam[10]
  - ?Spezies: Collodictyon hongkongense Skvortzov 1968[6]
  - ?Spezies: Collodictyon ciliatum (G,I,O,E:57457978) – keine näheren Daten[34]
  - ?Spezies: Collodictyon semiciliatum (G,I,O,E:57457978) – keine näheren Daten[35]

Eine weitere fragliche Spezies Collodictyon sulcatum Cart. wurde vom B. Eyferth (1885) als Art der Gattung Tetramitus Perty, 1882 (Heterolobosea) als T. sulcatus Stein 1878 dargestellt, bleibt aber unsicher.